# Station Ogeu-les-Bains
Station Ogeu-les-Bains is een spoorweghalte in de Franse gemeente Ogeu-les-Bains.

## Foto's

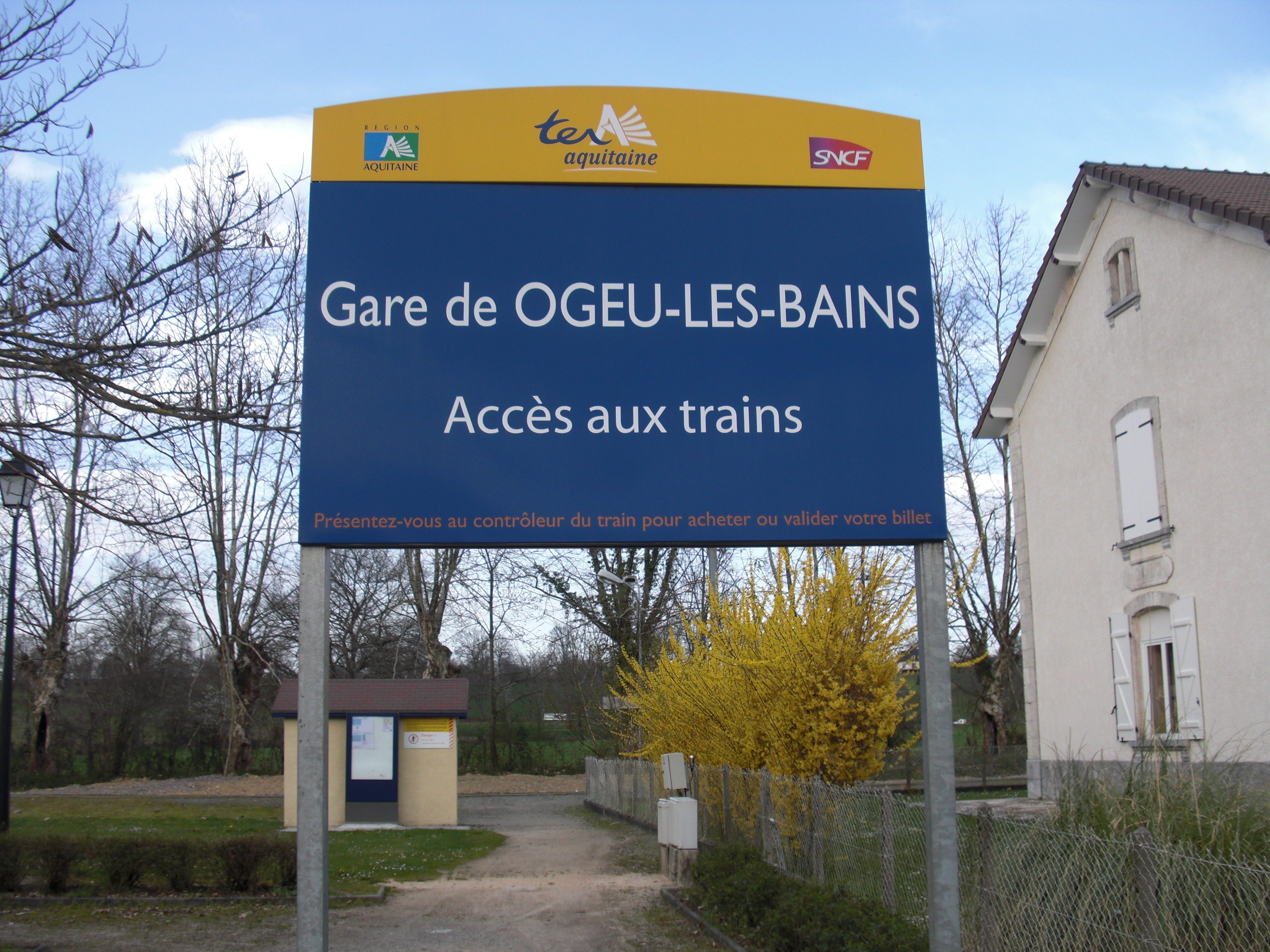